# Paragon (rappare)
Simon Emanuel (tidigare känd som Paragon), född 1981 på Östermalm i Stockholm, är en svensk rappare från Stockholm. 
Emanuel har kontrakt med skivbolaget Hemmalaget. Han gjorde sitt första framträdande på ett mixtape som 17-åring då han precis börjat jobba med DJ Taro. Innan detta var han medlem i kollektivet "Royal Blood" då han rappade på engelska men bytte till svenska runt 1999. 2009 gick han från att kalla sig Paragon till sitt riktiga namn.
Texterna handlar ofta om hemstaden Stockholm. Han beskrivs som en mångsidig rappare med förmåga att leverera sina rim med pondus, går rakt på sak och talar direkt till lyssnaren. Han ägnar sig även åt den klassiska skryt-rappen. På senaste[när?] skivan är Paragons musik mer melankolisk, även om det funnits rum för det i hans musik tidigare så är det nu mindre "skryt-rap". Förutom fem album och fyra mixtapes har han släppt en hel del låtar via sin blogg.
Simon Emanuel är kusin till Idol-vinnaren Agnes Carlsson, som även medverkat i tre av låtarna på plattan "Glöd".
Emanuel släppte 2011 sitt fjärde studioalbum "Sånger Från Andra Våningen" som gav honom en nominering till 2012 års P3 Guld-gala. 2012 släppte Han albumet/EP:n "Om Vi Överlever Sommaren" som är ett samarbete med producent-teamet Sum Comfort Food.

## Diskografi
- Stadsbarn (2003)
- Löftet (2005)
- Glöd (2008)
- Sånger Från Andra Våningen (2011)
- Om Vi Överlever Sommaren (Ep) (2012)
- Le För Kameran (2014)

## Mixtapes
- Ni borde älska mig (2004)
- Nästan berömd (2006)
- Länge leve laget (2007)
- I Simon Tid (2010)